# Ломачинці (Дністровський район)
Лома́чинці — село у Сокирянській міській громаді Дністровського району Чернівецької області України.

## Історія
За даними на 1859 рік у власницькому селі Хотинського повіту Бессарабської губернії, мешкало 1502 особи (764 чоловічої статі та 738 — жіночої), налічувалось 260 дворових господарств, існували православна церква, поромна переправа.
Станом на 1886 рік у власницькому селі Секурянської волості, мешкало 1735 осіб, налічувалось 315 дворових господарств, існувала православна церква.

### Ломачинці у ХХ-му сторіччі
З 24 серпня 1991 року в складі незалежної України.

## Населення
За переписом населення України 2001 року в селі мешкали 2217 осіб.

### Мова
Розподіл населення за рідною мовою за даними перепису 2001 року:
| Мова       | Відсоток |
| ---------- | -------- |
| українська | 96,08%   |
| російська  | 2,84%    |
| румунська  | 0,72%    |

## Уродженці села Ломачинці
- Бурлака Василь Михайлович- почесний громадянин села Ломачинці
- Гуков Яків Серафимович (1947—2012) — почесний громадянин села Ломачинці.
- Гусар Юхим Семенович (1945) — почесний громадянин села Ломачинці.
- Жук Анатолій Павлович- почесний громадянин села Ломачинці.
- Закурений Володимир Петрович (1956) — почесний громадянин села Ломачинці. Народився 29 липня 1956 року, закінчив Ломачинецьку середню школу, Українську сільськогосподарську академію за фахом «Лісове господарство» (1984), Київський інститут політології і соціального управління («Теорія соціально-політичних відносин») (1992). Працював лісником Рахівського лісокомбінату у Закарпатській області, старшим інженером Карпатського державного заповідника, інструктором промислово-транспортного відділу Рахівського райкому КПУ, заступником голови Рахівського райвиконкому, директором ТОВ «Райдуга», першим заступником голови Рахівської райдержадміністрації, завідувачем відділу комунального майна Рахівської районної ради, начальником відділення виконавчої дирекції Фонду соціального страхування від нещасних випадків на виробництві та професійних захворювань України в Рахівському районі Закарпатської області. У 2010—2014 роках — заступник голови — керівник апарату Закарпатської облдержадміністрації , 2010—2015 роках — перший заступник голови Закарпатської обласної ради від Партії регіонів.
- Нагірняк Іван Семенович (1949—2014) — почесний громадянин села Ломачинці.
- Мандзяк Олексій Степанович (1973) — історик, краєзнавець.
- Ожеван Микола Андрійович (1947) — почесний громадянин села Ломачинці.
- Паховський Петро Федорович (1941—1891) — священнослужитель, педагог.
- Попадюк Микола Петрович - почесний громадяни седа Ломачинці.
- Тарасюк Василь Михайлович (1948—2017) — почесний громадянин села Ломачинці.
- Тарасюк Микола Михайлович (1957—2004) — почесний громадянин села Ломачинці.
- Ткач Валентин Іванович – науковець, доцент ЧНУ ім. Ю. Федьковича, публіцист, літератор, член НСЖУ, громадський діяч. Народився 06.09.1958 р., с. Ломачинці, Сокирянський район. У 1980 р. з відзнакою закінчив Чернівецький держуніверситет, здобув фах фізика, де й розпочав трудову діяльність: аспірант кафедри теоретичної фізики, молодший науковий співробітник науково-дослідного сектору, асистент, доцент кафедри теоретичної фізики. У 1985 р. здобув наукове звання кандидата фізико-математичних наук. Впродовж 1993-1996 рр. співробітничав з комерційно-виробничими структурами, акціонерними товариствами «Бінто-ЛТД», Чернівецькою  філією АТ «КІНТО». У 1966-1999 рр. – начальник відділу інвестицій, зовнішньоекономічних та міжрегіональних зв’язків управління економіки, начальник  управління формування інвестиційної політики та регіональних ресурсів, перший заступник начальника управління  зовнішніх економічних зв’язків, торгівлі та побутового обслуговування  населення Чернівецької облдержадміністрації. Відтак працював директором з інвестиційної роботи агенції «Інтерконсалтинг»  та ПП «Буковинська продовольча компанія» (м. Чернівці), директором департаменту ТЗОВ «КУА «Незалежні фінансові інвестиції» та  директором ТОВ «КУА НІКО» (м. Київ), з 2006 по 2011 р. співробітничав з ТОВ «Пенсійно-актуарний консультант» (м. Київ), очолював відділ аналітичного забезпечення  ОКП «Адміністратор системи електронного урядування» (м. Чернівці). Автор десяти книг: «Так говорив вуйко Дезьо»; «Імітація»; «Етюди скрипаля з борделю (Цивилізація примусового обміну)»;  «Квазілюдина (Цивилізація примусового успіху): SMS-імпровізації»;  «Війна і міф «Велика Українська стіна» (Цивілізація мистецтва): SMS-долі»;  «Суфлер (Цивілізація «квазілюдини»): SMS-ролі»; «Мед на ножі. (Цивілізація Виходу): SMS-мандри»; «Моя карнавка. Збирне (Цивілізація піклування): SMS-стежки».

	Літ:  Валентин Ткач : бібліогр.й нарис / авт..-уклад. : О. Серебріян, Ю. Боганюк:  Черн.обл. універс. наук. б-ка ім. М. Івасюка. – Чернівці : Букрек, 2019. – 164 с. – (Серія «Науковці Буковини»).
- Шундрій Михайло Михайлович — багаторічний сільський голова. Педагог. Краєзнавець. Громадсько-політичний діяч. Член Національної спілки журналістів України. Народився у селі Ломачинці Сокирянського району Чернівецької області. У 1966 році закінчив Ломачинецьку середню школу. Працював у будівельній бригаді, служив у Радянській Армії. Закінчив факультет фізичного виховання Кам'янець-Подільського педінституту. Був учителем фізкультури та організатором позашкільної роботи, секретарем комсомольської і партійної організацій села, у 1985 році обраний головою Ломачинецької сільської ради. Пропрацював майже двадцять один рік на ниві місцевого самоврядування. Ініціатор проведення Дня села, присвоєння найвидатнішим людям звання «Почесний громадянин села Ломачинці». Михайло Шундрій — автор численних публікацій у Сокирянській районній газеті «Дністрові зорі». Ним напрацьовані цікаві історико-краєзнавчі матеріали про сільську церкву, Галицький Свято-Миколаївський печерний монастир, зникле село Вишнева на березі Дністра, літописне місто Кучелмін, про відомих особистостей, як, наприклад, Матвія Георгійовича Крупенського, Кіндрата Опанасовича Шафранського, отця Макарія…

## Природоохоронні об'єкти
- Куютинський заказник
- Платан східний (чинар)
- Сосна Чорна (пам'ятка природи)
- Вікові липи (пам'ятка природи)

## Світлини

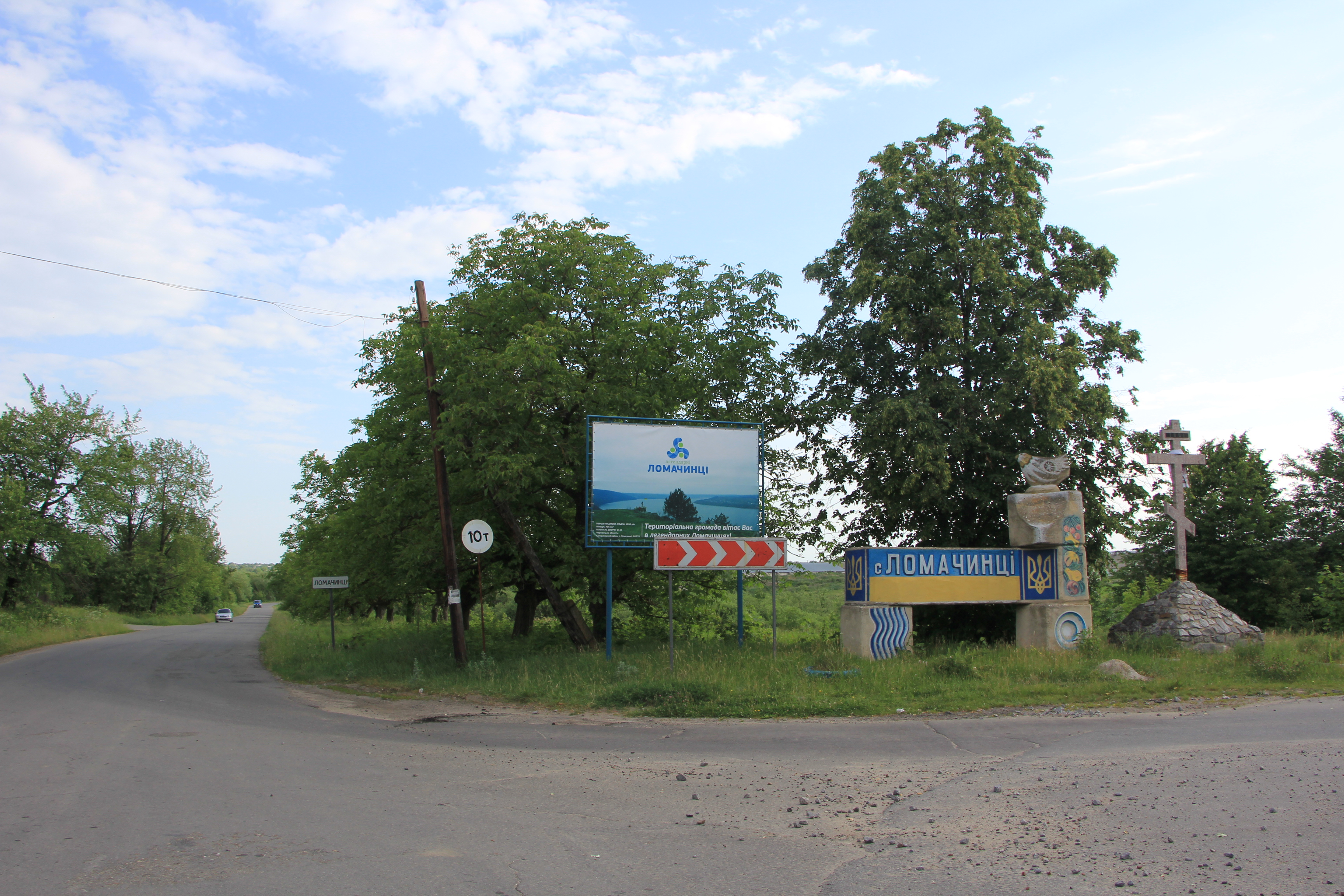
Знак при в'їзді в село Ломачинці
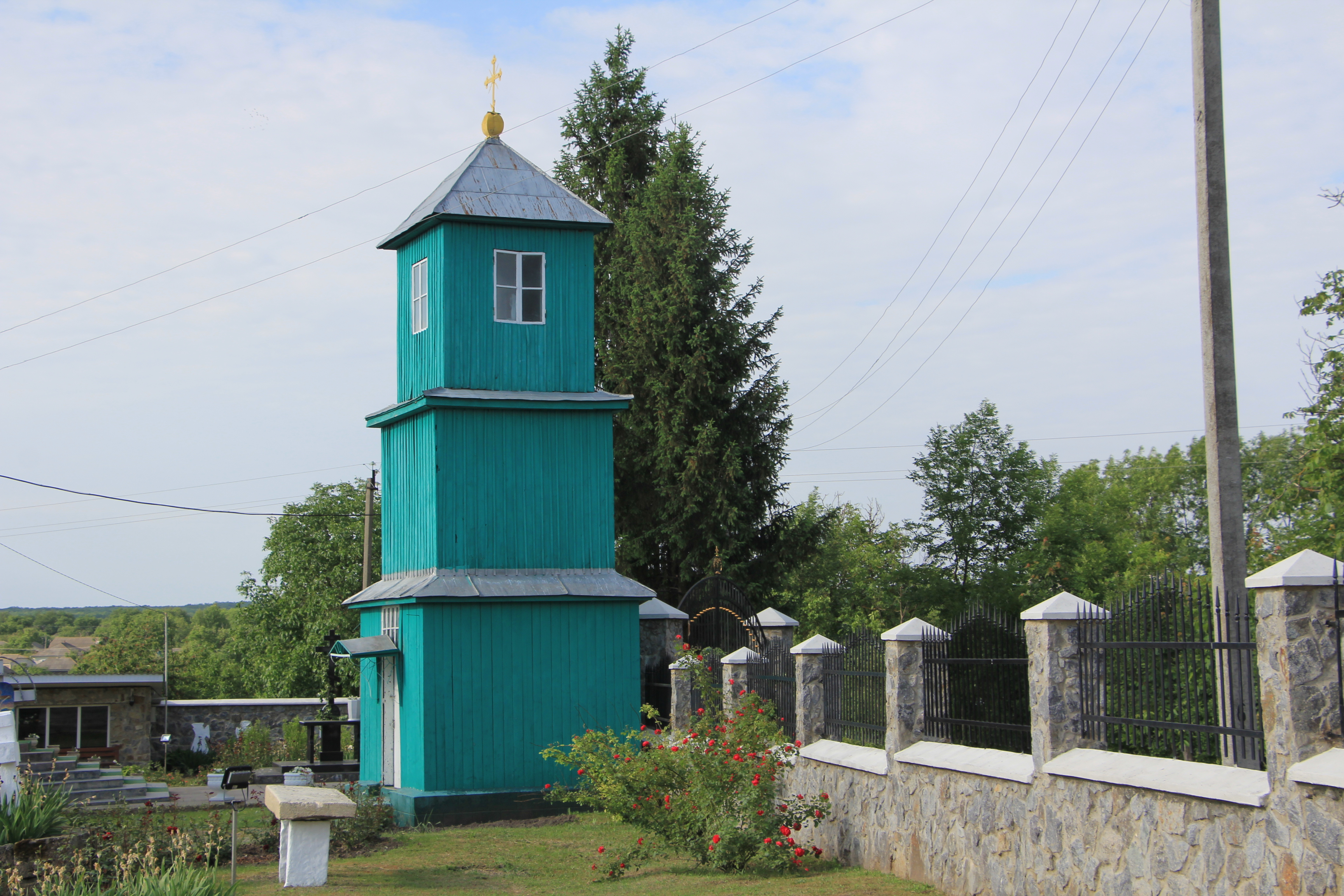
Церква Св. Арх. Михайла
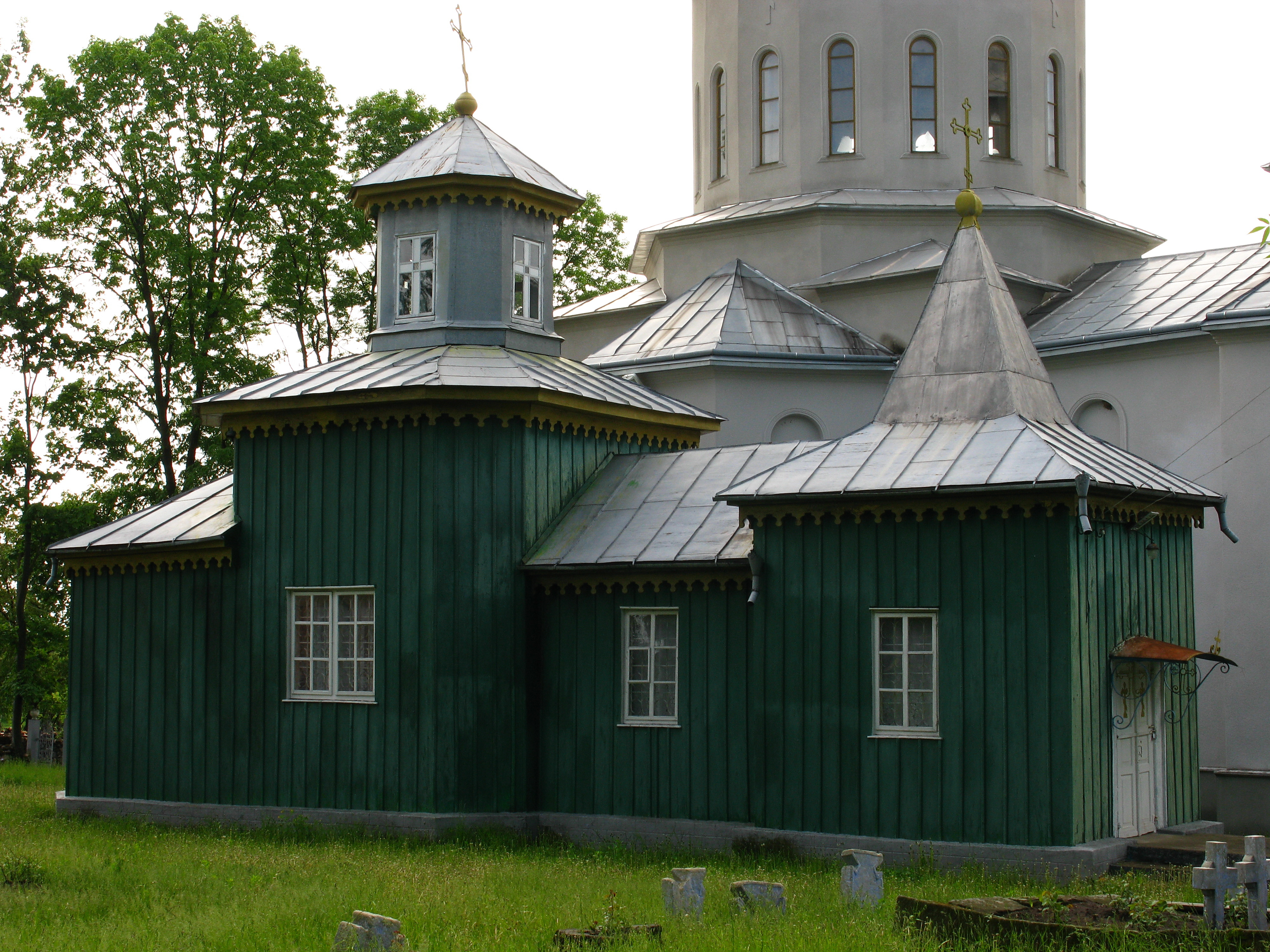
Михайлівська церква
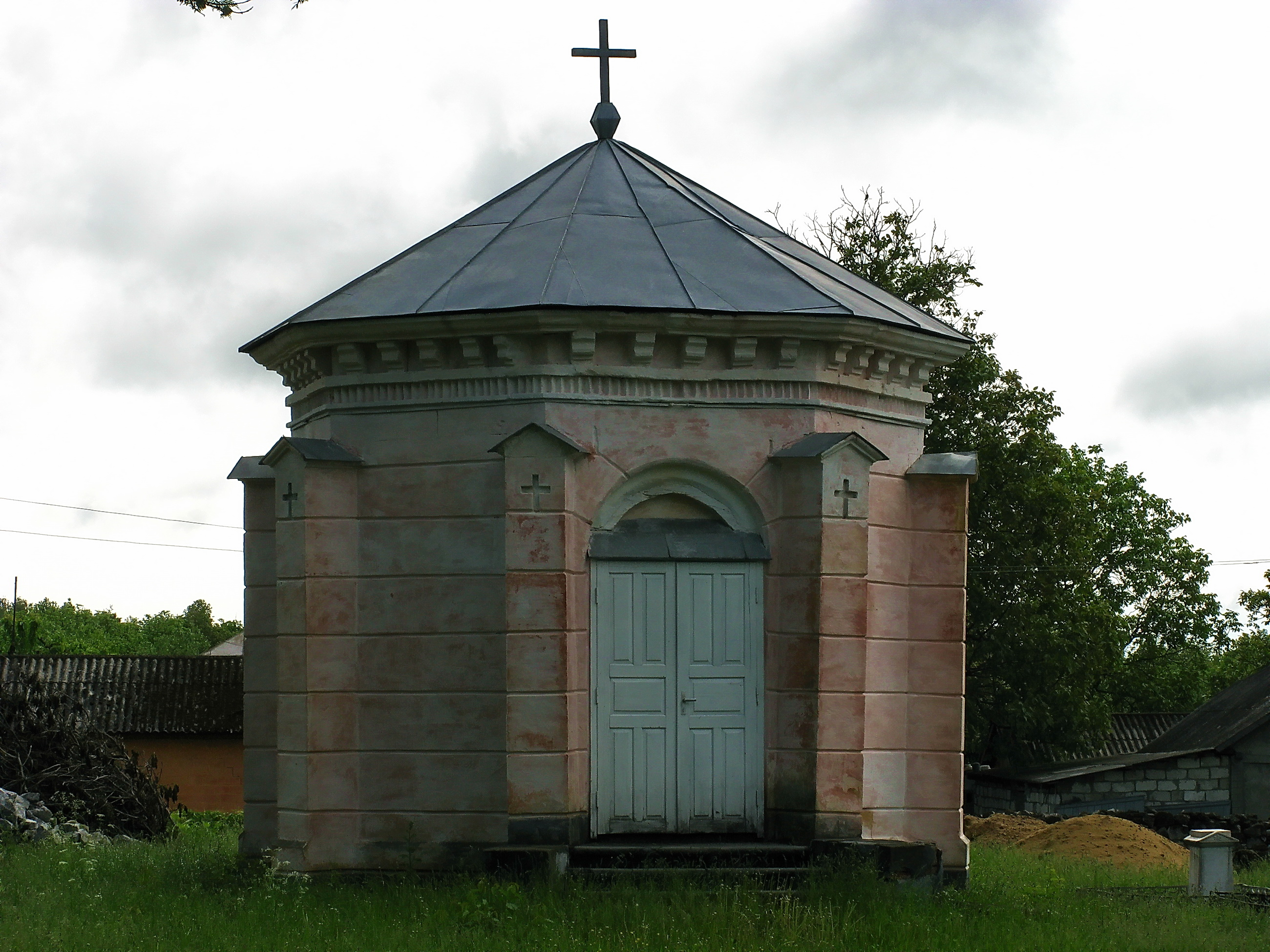
Мавзолей Крупенських
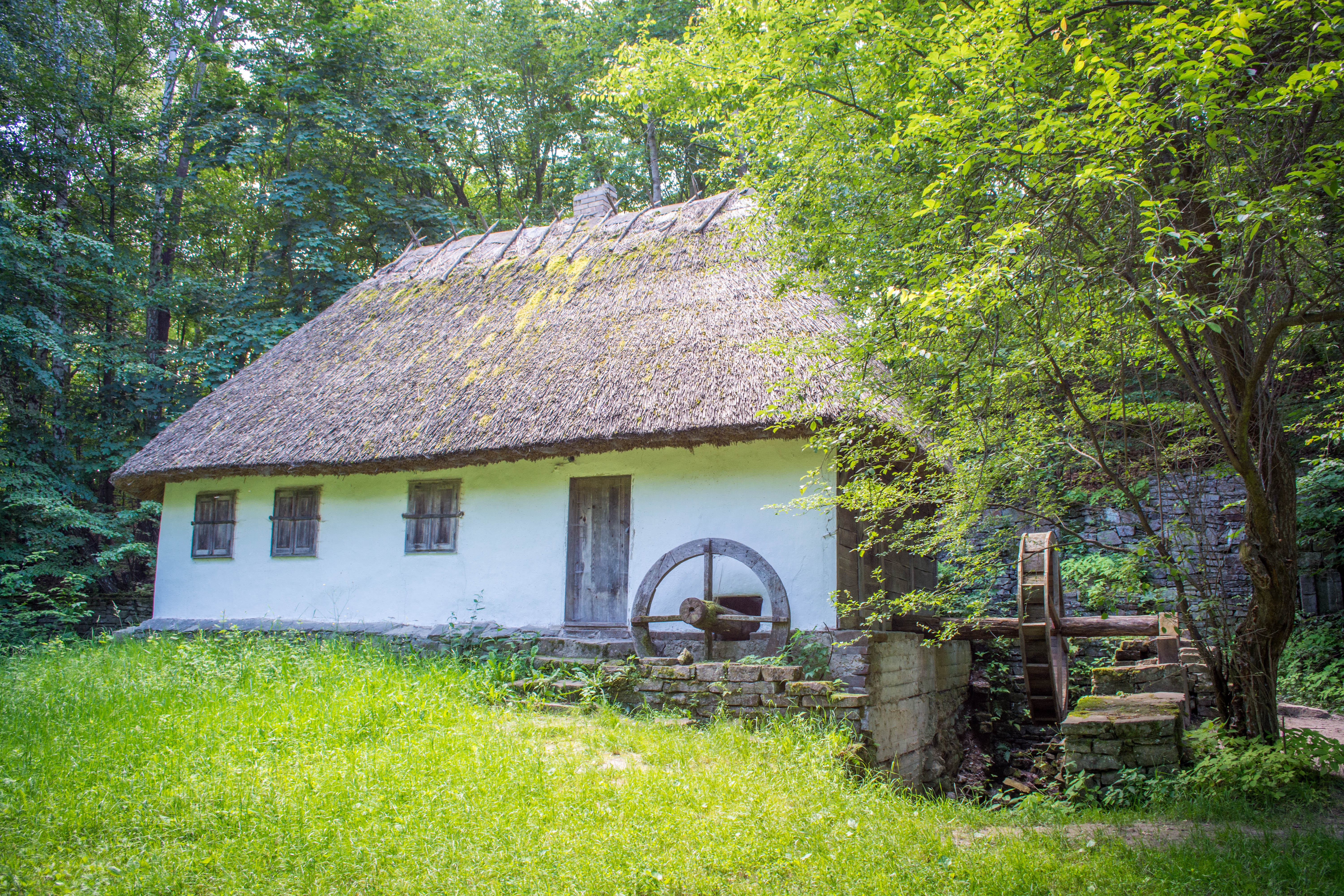
Хата-млин з села Ломачинці
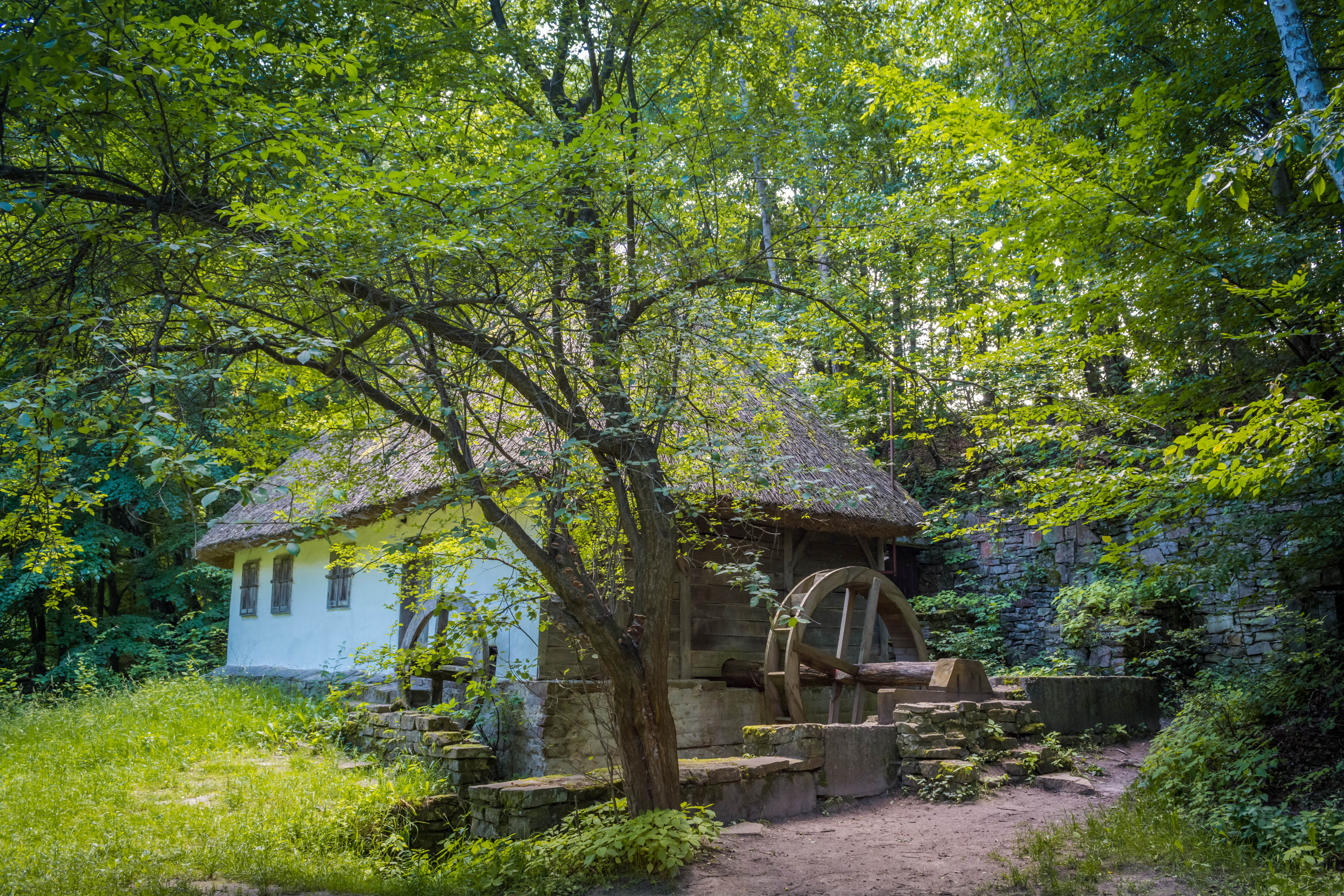
Хата-млин, Київ, Пирогів